# 保科正徳
保科 正徳（ほしな まさよし）は、上総飯野藩の第8代藩主。

## 経歴
安永4年（1775年）8月28日、第7代藩主・保科正率の長男として江戸で生まれる。寛政4年（1792年）12月、従五位下、能登守に叙位・任官する。享和2年（1802年）6月3日、父の隠居で家督を継ぐ。文化7年（1810年）6月に下総守に遷任する。大坂加番、日光祭礼奉行などの諸役を歴任した。
文化14年（1817年）3月24日、病気を理由に家督を長男の正丕に譲って隠居し、以後は江戸の広尾で余生を過ごした。文政元年（1818年）11月、寿山と号した。天保15年（1844年）6月22日に死去した。享年70。

## 系譜
父母
- 保科正率（父）
- 於艶、蘭香院 ー 黒田長邦の娘（母）

正室
- 内藤頼尚の娘

側室
- 玉樟院

子女
- 保科正丕（長男）生母は玉樟院（側室）
- 石河貞明（次男）
- 関長基室